# Compton (álbum)
Compton (também conhecido como Compton: A Soundtrack by Dr. Dre) é o terceiro e último álbum de estúdio do rapper e produtor musical estadunidense Dr. Dre. Compton é o primeiro álbum de estúdio de Dre desde 2001 lançado dezesseis anos antes, em 1999.
O disco conta com a participação de grandes nomes do Hip Hop como Snoop Dogg, Ice Cube, Kendrick Lamar, Eminem, entre outros.

## Lançamento
O álbum foi lançado exclusivamente na Apple Music e iTunes Store em 07 de agosto de 2015.

## Desempenho nas paradas
| Paradas (2015)                          | Melhor posição |
| --------------------------------------- | -------------- |
| Austrália (ARIA)                        | 1              |
| Áustria (Ö3 Austria Top 40)             | 3              |
| Bélgica (Ultratop Flandres)             | 1              |
| Bélgica (Ultratop Valônia)              | 5              |
| Canadá (Billboard)                      | 1              |
| Dinamarca (Hitlisten)                   | 2              |
| Países Baixos (Dutch Charts)            | 1              |
| Finlândia (Suomen virallinen lista)     | 3              |
| França (SNEP)                           | 1              |
| Alemanha (Offizielle Deutsche Charts)   | 4              |
| Grécia (IFPI)                           | 45             |
| Hungria (MAHASZ)                        | 5              |
| Irlanda (IRMA)                          | 1              |
| Itália (FIMI)                           | 14             |
| Nova Zelândia (RMNZ)                    | 1              |
| Noruega (VG-lista)                      | 25             |
| Portugal (AFP)                          | 29             |
| Suíça (Schweizer Hitparade)             | 1              |
| Escócia (Official Scottish Albums)      | 1              |
| Reino Unido (Official Albums Chart)     | 1              |
| Reino Unido (UK R&B Albums Chart)       | 1              |
| Estados Unidos (Billboard 200)          | 2              |
| Estados Unidos (Top R&B/Hip Hop Albums) | 1              |

## Histórico de lançamento
| Região  | Data                 | Formato          | Gravadora            |
| ------- | -------------------- | ---------------- | -------------------- |
| Mundial | 7 de agosto de 2015  | Digital download | Aftermath Interscope |
| Mundial | 21 de agosto de 2015 | CD               | Aftermath Interscope |